# Pierre Jan van der Ouderaa
Pierre Jan van der Ouderaa (ur. 13 stycznia 1841 w Antwerpii, zm. 5 stycznia 1915 tamże) – belgijski malarz.
W wieku 15 lat zapisał się na Akademię Sztuk Pięknych w Antwerpii. Studiował najpierw u Jacobo Jacobsa, a następnie  u Josepha Van Leriusa. Przez trzy lata podróżował i studiował dzieła Rafaela we Włoszech. Po powrocie do Belgii w 1869 r. poświęcił się malarstwu historycznemu.